# Terrats
Terrats (in catalano: Terrats) è un comune francese di 663 abitanti situato nel dipartimento dei Pirenei Orientali nella regione dell'Occitania.

## Società

### Evoluzione demografica
Abitanti censiti